# ماریس یانسونس
ماریس یانْسونْس (به لتونیایی: Mariss Jansons) (زادهٔ ۱۴ ژانویهٔ ۱۹۴۳ – درگذشته ۳۰ نوامبر ۲۰۱۹) رهبر موسیقی اهل لتونی بود.
او برندهٔ جوایزی همچون گرمی، هنرمند مردمی روسیه و هنرمند مردمی جمهوری شوروی فدراتیو سوسیالیستی روسیه شده‌است.
یانسونس عضو افتخاری آکادمی سلطنتی موسیقی بریتانیا بود.